# Waiting to Exhale
Waiting to Exhale es una película dramática estadounidense de 1995 dirigida por Forest Whitaker (en su debut como director de cine) y protagonizada por Whitney Houston y Angela Bassett. La película es una adaptación de la novela de 1992 del mismo nombre de la autora Terry McMillan. Lela Rochon, Loretta Devine, Dennis Haysbert, Michael Beach, Gregory Hines, Donald Faison y Mykelti Williamson completaron el resto del elenco. La historia se centra en la vida de cuatro amigas que viven en el área de Phoenix, Arizona y sus relaciones interpersonales.

## Sinopsis
Waiting to Exhale es una historia sobre cuatro mujeres afroamericanas, Savannah, Robin, Bernadine y Gloria, que pasan por diferentes etapas de amor y vida. Savannah "'Vannah' Jackson es una productora de televisión exitosa que se aferra a la creencia de que un día su amante casado dejará a su esposa por ella. Más tarde descubre que nunca dejará a su esposa y que debe encontrar a su propio hombre que la amará por lo que ella es. Bernadine "Bernie" Harris abandona sus propios sueños de carrera y el deseo de tener un negocio de cáterin para formar una familia y apoyar a su marido, que la deja por una mujer blanca. Robin Stokes es una ejecutiva y amante desde hace mucho tiempo de Russell, un hombre casado. Ella tiene problemas para encontrar un hombre decente después de dejarlo. Gloria "Glo" Matthews es propietaria de un salón de belleza y madre soltera. Después de años sola, y al enterarse de que su exmarido, que también es el padre de su hijo, ha salido del clóset, se enamora de un nuevo vecino, Marvin King.